# Boyukagha Mirzazade
Boyukagha Meshadi oglu Mirzazade (en azerí: Böyükağa Məşədi oğlu Mirzəzadə; Bakú, 21 de febrero de 1921 - Bakú, 3 de noviembre de 2007) fue un pintor de Azerbaiyán, galardonado con el título "Artista del pueblo de la RSS de Azerbaiyán" en 1967.

## Biografía
Boyukagha Mirzazade nació el 21 de febrero de 1921 en la ciudad de Bakú. En 1939 se graduó en la Escuela Estatal de Arte de Azerbaiyán, donde Azim Azimzade fue uno de sus profesores. En 1940 ingresó en la Escuela de Pintura, Escultura y Arquitectura de Moscú, pero no pudo completar su educación allí debido al comienzo de la Gran Guerra Patria. Posteriormente Boyukagha Mirzazade estudió en la Universidad Estatal de Cultura y Arte de Azerbaiyán. Después de graduarse de la universidad trabajó en una escuela técnica de artes como profesor y artista. Él era jefe de departamento de la Universidad Estatal de Cultura y Artes de Azerbaiyán y profesor de la Academia Estatal de Bellas Artes de Azerbaiyán.
Las obras del artista se conservan y exhiben en el Museo Nacional de Arte de Azerbaiyán, el Museo Nacional de Literatura de Azerbaiyán y el Museo de arte moderno. Boyukagha Mirzazade fue autor de escenografías para 20 espectáculos. Él fue galardonado con el Premio Estatal de la República de Azerbaiyán y becario del Presidente de la República de Azerbaiyán. Las obras del artista se exhibieron repetidamente en la Unión Soviética y en otros países.
Boyukagha Mirzazade falleció el 3 de noviembre de 2007 en Bakú.

## Premios y títulos
- Orden de la Insignia de Honor (1959)
- Artista de Honor de la RSS de Azerbaiyán (1960)
- Premio Estatal de la RSS de Azerbaiyán (1967)
- Artista del Pueblo de la RSS de Azerbaiyán (1967)
- Orden de la Bandera Roja del Trabajo (1981)
- Orden Shohrat (1998)[7]